# کوسکو (شرکت)
کوسکو (به انگلیسی: COSCO) شرکت دولتی ترابری چینی است، که در زمینه کشتی‌سازی، ترابری دریایی، مدیریت پایانه‌ها و بنادر، همچنین ارائه خدمات لجستیکی فعالیت می‌کند.
شرکت کوسکو در سال ۱۹۶۱ راه‌اندازی شد و در حال حاضر با در اختیار داشتن شبکه‌ای از ۱۳۰ کشتی و شناور، ششمین شرکت کشتیرانی جهان می‌باشد.
دفتر مرکزی این شرکت در شهر پکن قرار دارد و سهام آن در بازار بورس شانگهای معامله می‌شود.